# Stazione di Fukuchiyama

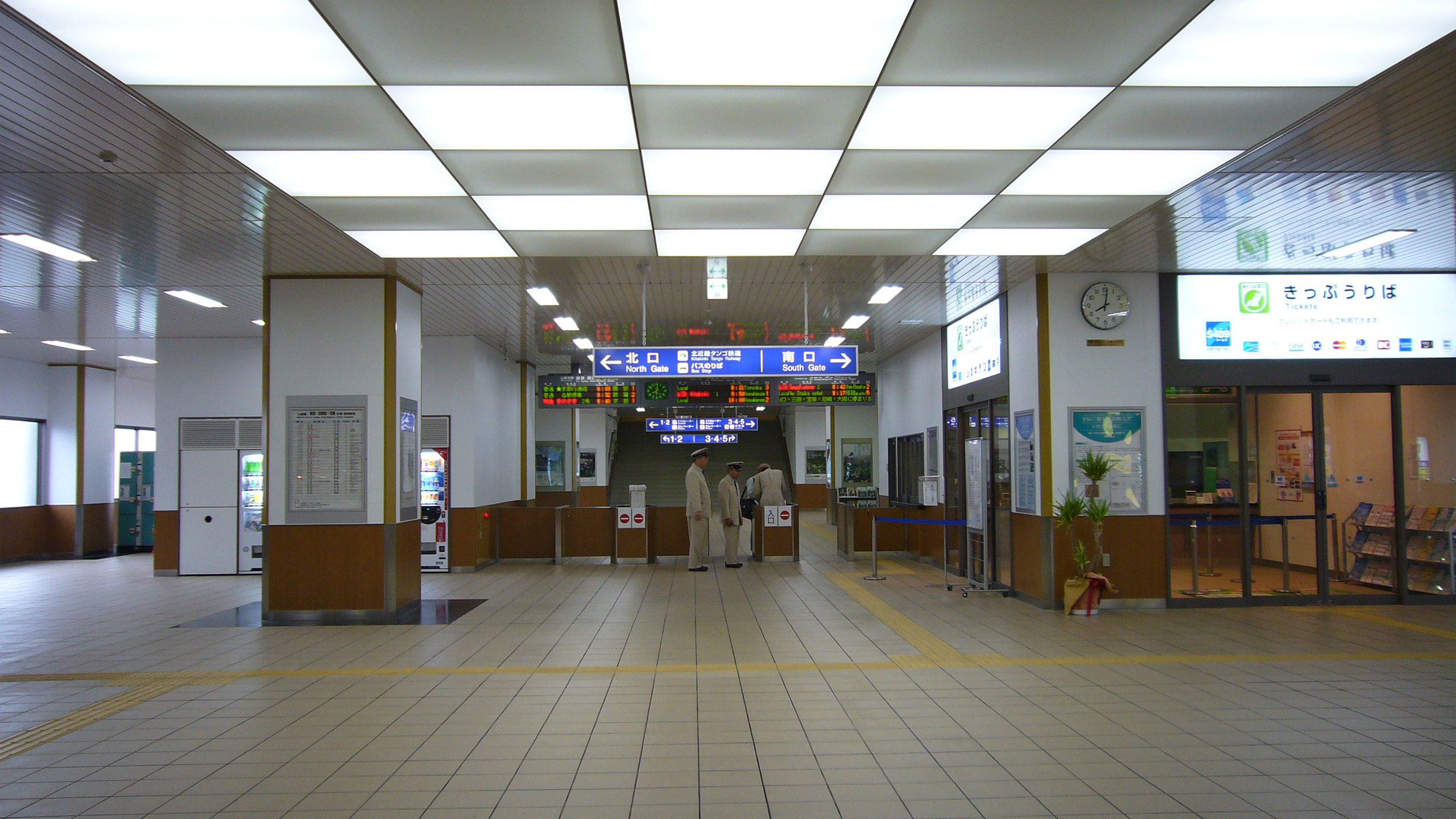
Vista dell'interno della stazione

La stazione di Fukuchiyama (福知山駅?, Fukuchiyama-eki) è la principale stazione ferroviaria della città di Fukuchiyama, nella prefettura di Kyoto in Giappone. La stazione offre l'interscambio fra la linea Fukuchiyama e la linea principale San'in della JR West e la linea KTR Miyafuku delle Ferrovie del Kita-Tango (KTR).

## Linee e Servizi ferroviari
West Japan Railway Company
■ Linea Fukuchiyama
■ Linea principale San'in
 Ferrovie Kitakinki-Tango
● Linea Miyafuku

## Struttura

### Stazione JR West
La stazione è dotata di due marciapiedi a isola e uno laterale con cinque binari passanti su viadotto. Al piano terra si trovano diversi servizi, fra cui biglietteria, servizi igienici, sala d'attesa e alcuni negozi. È presente un binario riservato ai treni JR che si inseriscono sul tracciato della linea Miyafuku.
| 1-2 | ■ Linea principale San'in | per Ayabe, Nishi-Maizuru e Kyoto       |
| 1-2 | ■ Linea principale San'in | per Wadayama, Toyooka e Kinosaki-Onsen |
| 1-2 | ■ Linea Fukuchiyama       | per Sasayamaguchi, Takarazuka e Osaka  |
| 3-4 | ■ Linea principale San'in | per Wadayama, Toyooka e Kinosaki-Onsen |
| 3-4 | ■ Linea Fukuchiyama       | per Sasayamaguchi, Takarazuka e Osaka  |
| 3-4 | ● Linea Miyafuku          | per Ōe, Miyazu e Amanohashidate        |
| 5   | ■ Linea Fukuchiyama       | per Sasayamaguchi, Takarazuka e Osaka  |

### Stazione Ferrovia Kita-Tango
I binari della linea Miyafuku si trovano sul lato nord di quelli JR, con una banchina a isola e due binari passanti.
| 1-2 | ● Linea Miyafuku | per Ōe, Miyazu e Amanohashidate |

## Stazioni adiacenti
| «                       | Servizio          | »                 |
| Linea Fukuchiyama       | Linea Fukuchiyama | Linea Fukuchiyama |
| ----------------------- | ----------------- | ----------------- |
| Tamba-Takeda            | Locale            | Capolinea         |
| Linea principale San'in |                   |                   |
| Isa                     | Locale            | Kamikawaguchi     |
| Linea KTR Miyafuku      |                   |                   |
| Capolinea               | Locale            | Atsunaka-Tonya    |